# عمق التفريغ للبطاريات
عمق التفريغ يُختصر بـ (DoD) هو معامل لقياس تشغيل البطاريات القابلة لإعادة الشحن. يمكن العثور على تعريفين غير متطابقين في المصادر التجارية والعلمية. يتم تعريف عمق التفريغ على النحو التالي:
1. أقصى كسر أو نسبة من سعة البطارية (بالأمبير-ساعة) التي يتم إزالتها من البطارية المشحونة بانتظام.[1][2][3][4] "مشحونة" لا تشير بالضرورة إلى مشحونة بالكامل أو 100 %، ولكنها تشير بدلاً من ذلك إلى حالة الشحن (SoC)، حيث يتوقف شاحن البطارية عن الشحن، والذي يتم تحقيقه من خلال تقنيات مختلفة.
2. الكسر أو النسبة من سعة البطارية التي يتم إزالتها حالياً من البطارية بالنسبة لحالتها (مشحونة بالكامل). بالنسبة للبطاريات المشحونة بالكامل، يتصل عمق التفريغ بحالة الشحن من خلال الصيغة البسيطة {\displaystyle \mathrm {DoD} =100\,\%-\mathrm {SoC} }. بالتالي، عمق التفريغ هو تكميل لحالة الشحن: كما يزداد أحدهما، يقل الآخر. يتم العثور على هذا التعريف بشكل رئيسي في المصادر العلمية.[5][6][7][8][9]

بالتالي، يمكن أن يشير عمق التفريغ إما (1) إلى حجم النطاق الذي يتم استخدامه عادةً للتفريغ أو (2) إلى الكمية الحالية للشحن أو النسبة من السعة المزيلة من البطارية. لتجنب الالتباس، يجب أن يكون المعنى الدقيق لـ DoD واضحًا في السياق المعطى. أيضًا، بالنسبة لكل من التعريفين، لا يزال غير محدد ما إذا كانت حالة شحن البطارية المشحونة هي 100 % أو قيمة أخرى. تلك القيمة المرجعية مطلوبة لوصف تماماً (1) الحد العلوي والسفلي لـ SOC المطلق المستخدم للتشغيل أو (2) القيمة الحالية لـ SOC المطلق.

## حدوث
أثناء استخدامها، تتم شحن وتفريغ البطاريات الثانوية مرارًا وتكرارًا داخل نطاق معين من حالة الشحن. بالنسبة للعديد من أنواع البطاريات، من المفيد أو حتى إلزاميًا لأسباب السلامة، عدم التعرض للشحن الزائد و/أو التفريغ العميق. لمنع التأثيرات السلبية، قد يمنع نظام إدارة البطارية أو شاحن البطارية البطارية من التعامل مع مستويات متطرفة بخصوص SOC، مما يقيد SOC إلى نطاق مخفض بين 0 % و 100 % ويقلل عمق التفريغ تحت 100 % (انظر المثال أدناه). وهذا يتوافق مع DoD في معنى التعريف (1).
بالنسبة لجميع تقريبًا تقنيات بطارية قابلة لإعادة الشحن المعروفة، مثل بطاريات حمض الرصاص من جميع الأنواع مثل AGM، هناك علاقة بين عمق التفريغ وعمر الدورة للبطارية. بالنسبة لبطاريات بطاريات LiFePO4، على سبيل المثال، يتم تقييد حالة الشحن في الغالب إلى النطاق بين 15 % و 85 % لزيادة دورة حياتها بشكل كبير، مما يؤدي إلى عمق تفريغ بنسبة 70 %.
بينما يتم التعبير عادةً عن حالة الشحن باستخدام نقاط النسبة المئوية (0 % = فارغة؛ 100 % = ممتلئة)، يتم التعبير عن عمق التفريغ إما باستخدام وحدات أمبير-ساعة (على سبيل المثال، لبطارية بسعة 50 أمبير، 0 أمبير ممتلئة و 50 أمبير فارغة) أو نقاط النسبة المئوية (100 % فارغة و 0 % ممتلئة). قد تكون سعة البطارية أعلى من تصنيفها الاسمي. وبالتالي، يمكن لقيمة عمق التفريغ أن تتجاوز القيمة الاسمية (على سبيل المثال، 55 أمبير لبطارية بسعة 50 أمبير، أو 110 %).

## حساب عينة
باستخدام التعريف (2)، أحسب عمق تفريغ بطارية مشحونة بسعة 90 أمبير وتفرغ لمدة 20 دقيقة بتيار ثابت قدره 50 أمبير ؟
الجواب:
{\displaystyle \mathrm {DoD} ={\frac {50{\text{ أ}}\cdot {\frac {20{\text{ دقيقة}}}{60{\text{ دقيقة}}}}{\text{ ساعات}}}{90{\text{ أمبير}}}}\cdot 100\%=18.522\%.}

## التفريغ العميق
قالب:قسم التوسيع